# Алджемезі
Алджемезі, Альхемесі (валенс. Algemesí, ісп. Algemesí) — муніципалітет в Іспанії, у складі автономної спільноти Валенсія, у провінції Валенсія. Населення — 28 329 осіб (2010).

## Географія
Муніципалітет розташований на відстані близько 310 км на південний схід від Мадрида, 31 км на південь від Валенсії.
На території муніципалітету розташовані такі населені пункти: (дані про населення за 2010 рік)
- Алджемезі: 26245 осіб
- Карраскалет: 590 осіб
- Равал: 1494 особи

## Демографія
Динаміка населення (INE ):

## Галерея зображень

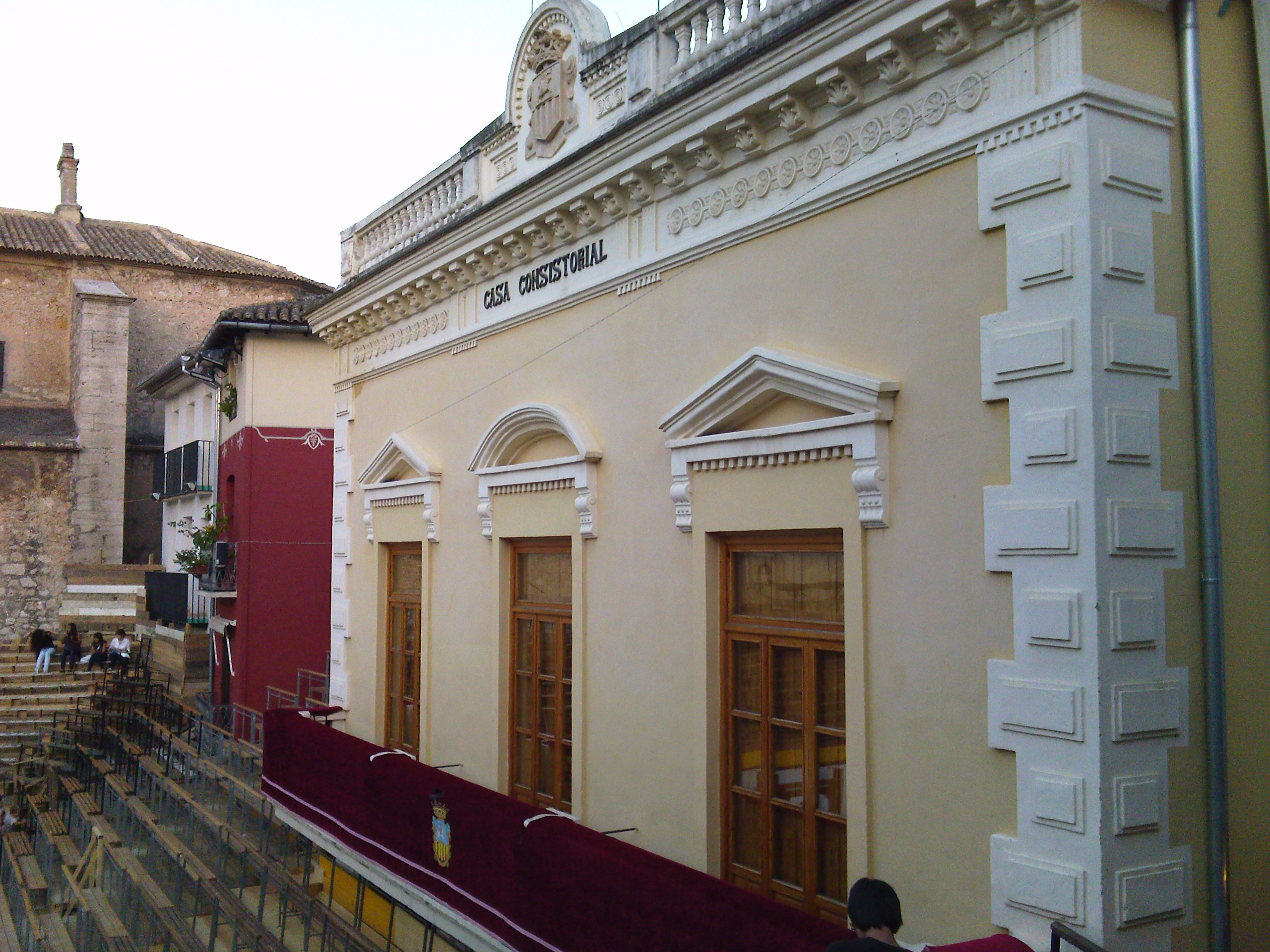
Муніципальна рада
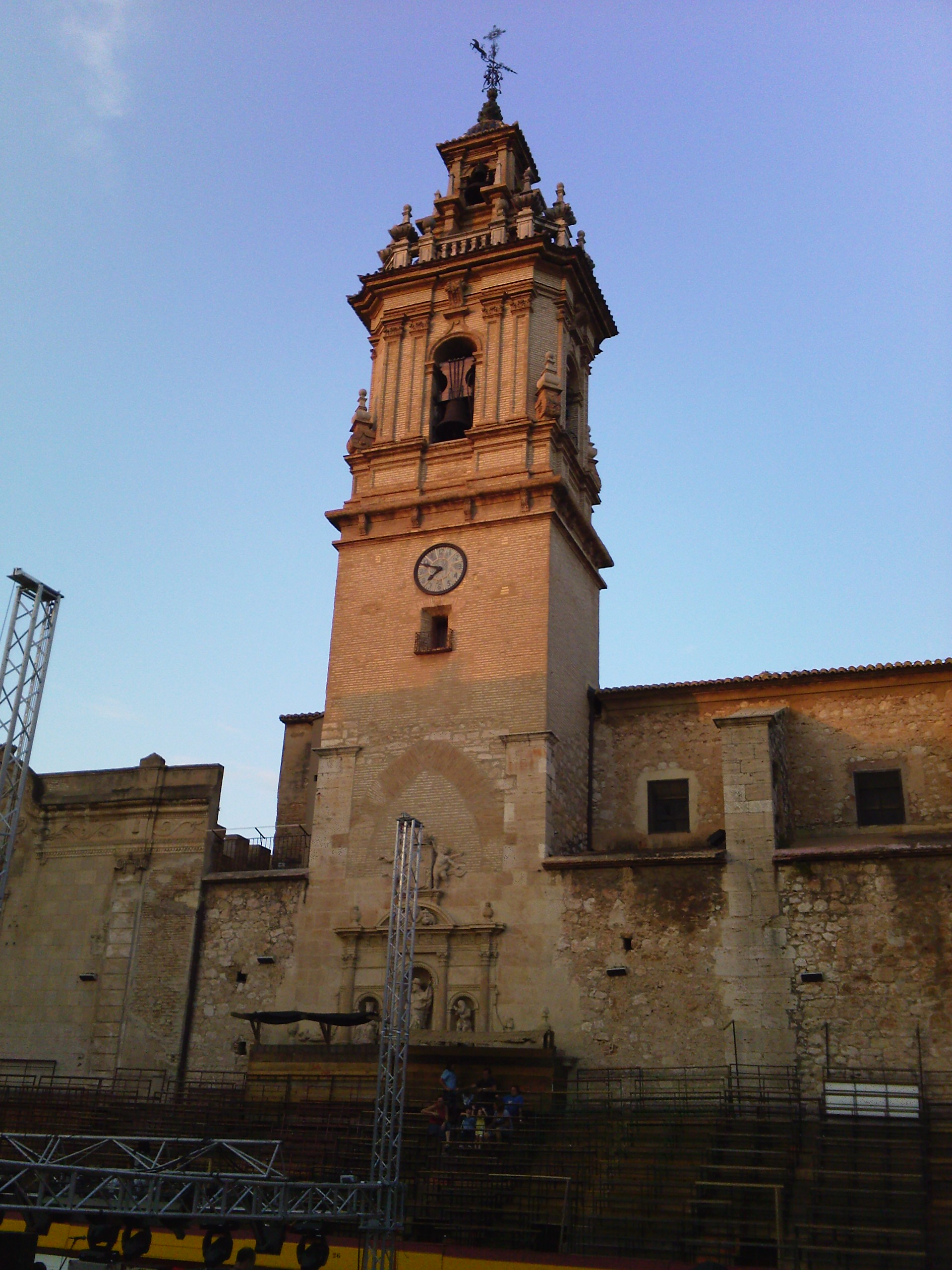
Дзвіниця базиліки Сан-Хайме-Апостол
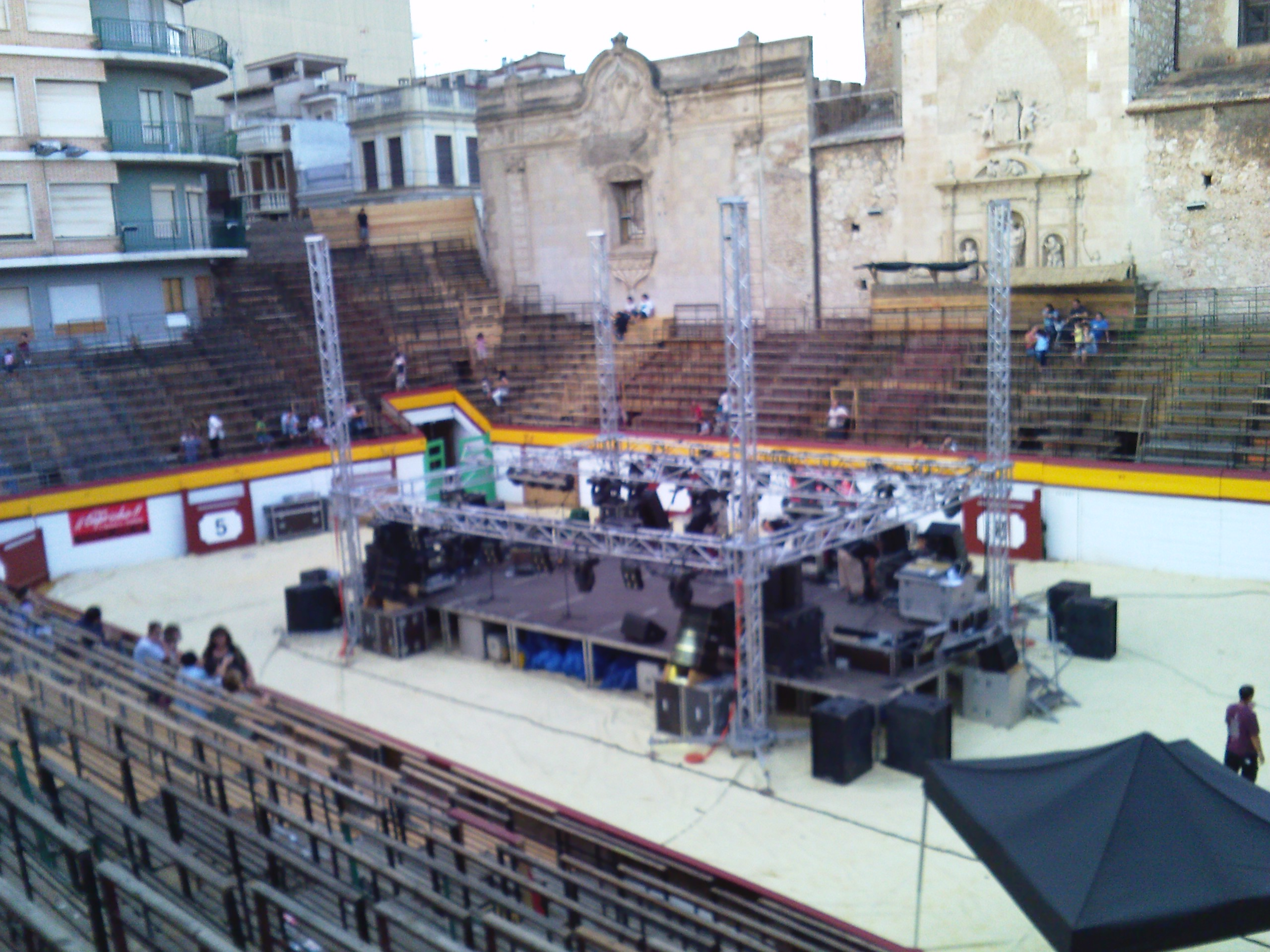
Пласа-де-Торос
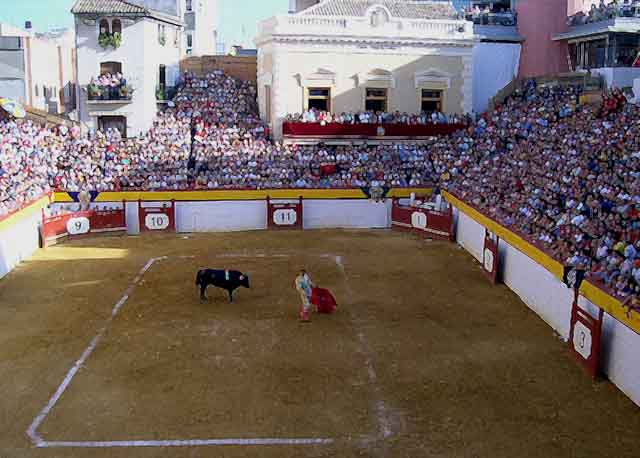
Пласа-де-торос